# Helen Lake
Helen Lake ist ein See bei Gogama in der kanadischen Provinz Ontario, rund 475 Kilometer nördlich von Toronto.
Der See ist 370 Meter lang, 100 Meter breit und liegt 372 Meter über dem Meeresspiegel.